# Ricardo Souza Silva
Ricardo Souza Silva (São Paulo, 26 november 1975), ook wel kortweg Ricardinho genoemd, is een voormalig Braziliaans voetballer.